# Vincenzo Tobia Nicola Bellini
Vincenzo Tobia Nicola Bellini (Torricella Peligna, 11 maggio 1744 – Catania, 8 giugno 1829) è stato un compositore italiano; detto anche Vincenzo Bellini senior o Vincenzo Tobia per distinguerlo dal nipote, fu attivo prevalentemente nel Mezzogiorno tra il XVIII e il XIX secolo.

## Biografia
Bellini senior nacque a Torricella Peligna, nell'Abruzzo Citeriore (provincia di Chieti), da Rosario Bellini, molto probabilmente un bracciante presso un modesto appezzamento di terreno di sua stessa proprietà, e da Francesca Mancini. La sua casa natale a Torricella è ancora  esistente, in corso 
Umberto  I. 
Eredita la passione per la musica dal padre, violinista dilettante, che gli avrebbe fatto da maestro per i primi quindici anni d'età, sebbene per altri studiò presso un tal canonico Ricciardi. A prezzo di notevoli sacrifici, comunque, il giovane Vincenzo Tobia fu inviato in un conservatorio musicale di Napoli.
Iscritto il 13 ottobre del 1755 presso il Conservatorio di Sant'Onofrio a Porta Capuana, dove studiò per dieci anni, ebbe tra i suoi maestri Carlo Cotumacci e forse Nicola Porpora nel suo periodo napoletano (1760-1761); È inattendibile quanto affermato da Francesco Florimo, invece, riguardo l'aver studiato nel conservatorio della Pietà dei Turchini con i maestri Niccolò Jommelli e Niccolò Piccinni.
Nel 1765 ottiene il titolo di maestrino del conservatorio e appare autore di Isacco, figura del Redentore, su testo di Pietro Metastasio, verosimilmente il suo saggio finale di studi.
Tra il 1767 ed il 1768, si stabilisce nel Regno di Sicilia, dove ottiene il titolo di maestro di cappella a Petralia Sottana. Di questo periodo ci sono pervenute le Dodici toccate per cembalo pubblicate da Roberto Pagano. Nello stesso periodo viene scritturato dal principe Ignazio Paternò Castello, per il quale è maestro di cappella, nonché insegnante di musica per il nipote Roberto con un vitalizio di compensa, trasfererndosi di conseguenza definitivamente a Catania, dove passerà il resto della sua vita componendo musica sacra e ricoprendo il ruolo di organista per diverse chiese della città. Ivi conosce la catanese Michelina Burzì, che sposa il 28 novembre del 1769, e dalla quale ebbe cinque figli. Il primogenito Rosario, nato nel 1776 e compositore minore, sarà a sua volta padre del ben più celebre Vincenzo Salvatore.
Prolifico nella sua fase catanese, operò anche a Misterbianco presso il Sacro collegio di Maria, compose musiche per solenni ricorrenze religiose come ad esempio il Giosuè vittorioso sopra i cinque re di Cananea in occasione della festa di Sant'Agata del 1772, impartiva lezioni nei collegi o presso famiglie private, organizzò accademie pubbliche, raggiunse un notevole successo e ottenne anche il titolo di maestro di cappella presso i Benedettini. Rimase vedovo intorno al 1795 e si risposò il 24 settembre dell'anno seguente con tal Mattea Cognata.
Dal 1815-1816 ospitò nella sua casa in via Santa Barbara il suo omonimo nipote per circa tre anni, iniziandolo allo studio dei partimenti e del contrappunto, fino all'ottenimento della borsa di studio del giovane Vincenzo il 5 maggio 1819 che gli avrebbe valso il mantenimento al conservatorio di Napoli.
Vincenzo Tobia Bellini si spense all'età di 85 anni l'8 giugno 1829.
Il comune di Torricella Peligna gli ha eretto in busto in sua memoria. Ad Atessa (Chieti) in occasione del Venerdì Sannto, si esegue un Miserere attribuito tradizionalmente a Bellini.

## Discendenza
Padre di tre figli e di due figlie, solo Rosario, il figlio maggiore, gli diede dei nipoti artisti. Il primo, com'è noto, fu Vincenzo Salvatore, gli altri due furono Carmelo e Mario, anch'essi come Rosario e Vincenzo Salvatore gli furono allievi. Carmelo (Catania, 9 maggio 1803 - Catania, 28 settembre 1884) fu rinomato direttore di orchestra, in particolare per le messe funebri, maestro di musica presso l'Ospizio di beneficenza e insegnante privato. Mario, nato nel 1810 fu maestro di cappella, di pianoforte e organista della Cattedrale di Sant'Agata; sposatosi con Giovanna Chiarenza, fece nascere l'ultimo dei Bellini, Vincenzino, anch'egli musicista, ma di bassissimo profilo, morto giovane nella notte del 5 febbraio del 1885. Dal figlio Carlo avrà per nipote Pasquale, che troviamo quale mittente di una supplica indirizzata al Principe di Biscari, per ottenere un posto quale segretario nel 1840, in virtù dell'amicizia tra le due famiglie.

## Opere
La produzione di Vincenzo Tobia Bellini fu prevalentemente di opere sacre, destinate alle maggiori chiese del comprensorio catanese e di Petralia Sottana. Un notevole lavoro di ricostruzione della sua attività la dobbiamo a Orazio Viola il quale grazie al Notamento delle composizioni musicali approvato dalla Censura siciliana nei mesi gennaio e febbraio 1828 e al Notamento(...) del dicembre 1828 ha identificato sue:
- Credo
- Messa di requiem
- Sinfonia
- Dixit
- Messa pastorale
- Magnificat
- Litania
- due Alma Redemptoris
- due Tantum ergo
- Pange Lingua

A queste opere si aggiungano quelle raccolte dal Ricca il quale conobbe alcuni membri di casa Bellini, tra cui il nipote Carmelo che gli fece conoscere i seguenti spartiti:
- Messa a quattro voci, due soprani, tenore e basso con orchestra
- Sinfonia a grande orchestra
- Vivo ancor (romanza per tenore)
- Oh mia vita, oh mio tesor! (aria per soprano)
- La figlia dello svevo Adolfo (opera in tre atti su versi di Luzio)

Il Policastro aggiunge infine un elenco di opere conservate a Torricella, tra cui:
- La salvezza d'Israello nella morte di Sisara[14]
- Il sacrificio di Elia
- Il trasporto delle reliquie di S. Agata da Costantinopoli a Catania
- I tre fanciulli ebrei liberati dalla fornace, dramma
- Mosè liberato
- Il trasporto delle ossa di Giacobbe
- La vittoria di Gedeone